# Тајна црвеног замка
Тајна црвеног замка je збирка приповедака српског писца Вулета Журића, објављена 2015. године. За ово дело, Журић ја освојио Андрићеву награду.